# La provinciale (film 1936)
La provinciale (Small Town Girl) è un film del 1936 diretto da Robert Z. Leonard e William A. Wellman.
È tratto da un romanzo di Ben Ames Williams. La MGM ne trasse un musical nel rifacimento del 1952.

## Trama
Una graziosa ragazza di provincia conosce un giovane ricco e gli strappa una promessa di matrimonio. Purtroppo in quel momento il giovane era ubriaco ma la ragazza riuscirà a farlo innamorare da sobrio.